# Moulin d'Halluin
Le moulin d'Halluin est un monument historique situé à Halluin, dans le département français du Nord.

## Historique
Dernier des cinq moulins que comptait la commune, le moulin d'Halluin a été construit entre 1877 et 1879 par le meunier Cyrille Hollebeke. Il subit ensuite des aménagements successifs. Dès 1888, il est notamment équipé d'une machine à vapeur et d'un générateur. Il cesse son activité en 1930 et est transformé en bâtiment agricole en 1935. Alors qu'il est en ruine, la commune achète le moulin et la maison du meunier adjacente en 1988. Les travaux de restauration s'étendent de 1989 à 1992. En 2001, de nouveaux travaux sont effectués pour agrémenter le site d’un estaminet, dans la maison du meunier, d’une halle extérieure et d’espaces verts.
Le moulin et la maison du meunier font l'objet d'une inscription au titre des monuments historiques depuis 1989.

## Architecture
De forme conique, construit en briques, le moulin d'une dizaine de mètres de haut est doté d'une calotte tournante de 12 tonnes. Il est pourvu d'une galerie circulaire de bois qui permet d'entoiler et d'orienter les ailes. Elle est supportée par 27 pièces de bois de 3,50 mètres de long.